# Shakatak/Diskografie
Diese Diskografie ist eine Übersicht über die musikalischen Werke der britischen Pop-, Jazz- und Funkband Shakatak. Den Schallplattenauszeichnungen zufolge hat sie bisher mehr als 260.000 Tonträger verkauft. Ihre erfolgreichsten Veröffentlichungen sind die Alben Night Birds und Invitations mit je über 100.000 verkauften Einheiten.

## Alben

### Studioalben
| Jahr | Titel              | Höchstplatzierung, Gesamtwochen, AuszeichnungChartplatzierungen (Jahr, Titel, Platzierungen, Wochen, Auszeichnungen, Anmerkungen) | Höchstplatzierung, Gesamtwochen, AuszeichnungChartplatzierungen (Jahr, Titel, Platzierungen, Wochen, Auszeichnungen, Anmerkungen) | Höchstplatzierung, Gesamtwochen, AuszeichnungChartplatzierungen (Jahr, Titel, Platzierungen, Wochen, Auszeichnungen, Anmerkungen) | Höchstplatzierung, Gesamtwochen, AuszeichnungChartplatzierungen (Jahr, Titel, Platzierungen, Wochen, Auszeichnungen, Anmerkungen) | Anmerkungen                                                 |
| Jahr | Titel              | DE | CH | UK | R&B | Anmerkungen                                                 |
| ---- | ------------------ | --- | --- | --- | --- | ----------------------------------------------------------- |
| 1982 | Drivin’ Hard       | — | — | UK35 Silber · (17 Wo.)UK | — | Erstveröffentlichung: Januar 1982 Produzent: Nigel Wright   |
| 1982 | Night Birds        | — | — | UK4 Gold · (28 Wo.)UK | R&B55 (5 Wo.)R&B | Erstveröffentlichung: Mai 1982 Produzent: Nigel Wright      |
| 1982 | Invitations        | — | — | UK30 Gold · (11 Wo.)UK | — | Erstveröffentlichung: November 1982 Produzent: Nigel Wright |
| 1983 | Out of This World  | DE60 (1 Wo.)DE | — | UK30 (4 Wo.)UK | — | Erstveröffentlichung: Oktober 1983 Produzent: Nigel Wright  |
| 1984 | Down on the Street | DE18 (14 Wo.)DE | CH16 (6 Wo.)CH | UK17 (9 Wo.)UK | — | Erstveröffentlichung: August 1984 Produzent: Nigel Wright   |
| 1985 | City Rhythm        | — | CH25 (1 Wo.)CH | — | — | Erstveröffentlichung: Dezember 1985 Produzent: Nigel Wright |
| 1988 | Manic & Cool       | DE34 (7 Wo.)DE | — | — | — | Erstveröffentlichung: März 1988 Produzent: Nigel Wright     |

grau schraffiert: keine Chartdaten aus diesem Jahr verfügbar
Weitere Studioalben
| - 1986: Into the Blue - 1987: Never Stop Your Love - 1987: Golden Wings - 1988: Da Makani - 1989: Niteflite - 1989: Turn the Music Up - 1990: Fiesta - 1991: Bitter Sweet - 1991: Utopia - 1992: Christmas Dreams - 1992: Street Level - 1993: Under the Sun - 1993: The Christmas Album - 1994: Full Circle - 1996: Let’s Start Over Again | - 1997: Let the Piano Play - 1998: ‘Shinin’ On’ - 1998: View from the City - 1999: Magic - 2001: Under Your Spell - 2003: Blue Savannah - 2005: Beautiful Day - 2007: Emotionally Blue - 2009: Afterglow - 2011: Across the World - 2013: Once Upon a Time: The Acoustic Sessions - 2014: On the Corner - 2016: Times and Places - 2019: In The Blue Zone |

### Livealben
| Jahr | Titel | Höchstplatzierung, Gesamtwochen, AuszeichnungChartplatzierungen (Jahr, Titel, Platzierungen, Wochen, Auszeichnungen, Anmerkungen) | Höchstplatzierung, Gesamtwochen, AuszeichnungChartplatzierungen (Jahr, Titel, Platzierungen, Wochen, Auszeichnungen, Anmerkungen) | Höchstplatzierung, Gesamtwochen, AuszeichnungChartplatzierungen (Jahr, Titel, Platzierungen, Wochen, Auszeichnungen, Anmerkungen) | Höchstplatzierung, Gesamtwochen, AuszeichnungChartplatzierungen (Jahr, Titel, Platzierungen, Wochen, Auszeichnungen, Anmerkungen) | Anmerkungen                                                                  |
| Jahr | Titel | DE | CH | UK | R&B | Anmerkungen                                                                  |
| ---- | ----- | --- | --- | --- | --- | ---------------------------------------------------------------------------- |
| 1985 | Live! | DE48 (5 Wo.)DE | CH23 (2 Wo.)CH | UK82 (3 Wo.)UK | — | Erstveröffentlichung: Februar 1985 Produzenten: Les McCutcheon, Nigel Wright |

Weitere Livealben
- 1983: Out of This World – Tour 1983
- 1984: Live in Japan (Doppelalbum)
- 1998: Live at Ronnie Scott’s Club
- 2011: Greatest Hits: Live at the Playhouse (CD + DVD)

### Kompilationen
| Jahr | Titel            | Höchstplatzierung, Gesamtwochen, AuszeichnungChartplatzierungen (Jahr, Titel, Platzierungen, Wochen, Auszeichnungen, Anmerkungen) | Höchstplatzierung, Gesamtwochen, AuszeichnungChartplatzierungen (Jahr, Titel, Platzierungen, Wochen, Auszeichnungen, Anmerkungen) | Höchstplatzierung, Gesamtwochen, AuszeichnungChartplatzierungen (Jahr, Titel, Platzierungen, Wochen, Auszeichnungen, Anmerkungen) | Höchstplatzierung, Gesamtwochen, AuszeichnungChartplatzierungen (Jahr, Titel, Platzierungen, Wochen, Auszeichnungen, Anmerkungen) | Anmerkungen                                                                  |
| Jahr | Titel            | DE | CH | UK | R&B | Anmerkungen                                                                  |
| ---- | ---------------- | --- | --- | --- | --- | ---------------------------------------------------------------------------- |
| 1988 | The Coolest Cuts | — | — | UK73 (1 Wo.)UK | — | Erstveröffentlichung: Oktober 1988 Produzenten: Les McCutcheon, Nigel Wright |

Weitere Kompilationen
| - 1990: Perfect Smile - 1990: Greatest Grooves (2 LPs) - 1991: Night Moves: Best Of - 1991: Open Your Eyes - 1991: Remix Best Album - 1996: The Collection - 1996: Jazz Connections Volume One - 1996: Jazz Connections Volume Two - 1996: Jazz Connections Volume Three | - 2000: The Collection Volume 2 - 2001: The Best Of - 2003: Smooth Solos - 2005: Drive Time: Seventeen Smooth Jazz Gems - 2008: Greatest Hits - 2012: The 12 Inch Mixes (2 CDs) - 2013: More 12 Inch Mixes (2 CDs) - 2015: Day By Day (entspricht 1985 „City Rhythm“ + 3 Bonustracks, anderes Bild im graphisch gleichen Cover) |

## Singles
| Jahr | Titel Album                               | Höchstplatzierung, Gesamtwochen, AuszeichnungChartplatzierungen (Jahr, Titel, Album, Platzierungen, Wochen, Auszeichnungen, Anmerkungen) | Höchstplatzierung, Gesamtwochen, AuszeichnungChartplatzierungen (Jahr, Titel, Album, Platzierungen, Wochen, Auszeichnungen, Anmerkungen) | Höchstplatzierung, Gesamtwochen, AuszeichnungChartplatzierungen (Jahr, Titel, Album, Platzierungen, Wochen, Auszeichnungen, Anmerkungen) | Höchstplatzierung, Gesamtwochen, AuszeichnungChartplatzierungen (Jahr, Titel, Album, Platzierungen, Wochen, Auszeichnungen, Anmerkungen) | Anmerkungen                                                                              |
| Jahr | Titel Album                               | DE | CH | UK | Dance | Anmerkungen                                                                              |
| ---- | ----------------------------------------- | --- | --- | --- | --- | ---------------------------------------------------------------------------------------- |
| 1980 | Feels Like The Right Time –               | — | — | UK41 (5 Wo.)UK | — | Erstveröffentlichung: Oktober 1988 Autor: Bill Sharpe                                    |
| 1981 | Living in the UK Drivin’ Hard             | — | — | UK52 (4 Wo.)UK | — | Erstveröffentlichung: Februar 1981 Autor: Bill Sharpe                                    |
| 1981 | Brazilian Dawn Drivin’ Hard               | — | — | UK48 (3 Wo.)UK | — | Erstveröffentlichung: Juli 1981 Autor: Bill Sharpe                                       |
| 1981 | Easier Said Than Done Night Birds         | — | — | UK12 (17 Wo.)UK | — | Erstveröffentlichung: November 1981 Autoren: Bill Sharpe, Roger Odell                    |
| 1982 | Night Birds                               | — | — | UK9 (8 Wo.)UK | — | Erstveröffentlichung: März 1982 Autoren: Bill Sharpe, Roger Odell                        |
| 1982 | Streetwalkin’ Night Birds                 | — | — | UK38 (6 Wo.)UK | — | Erstveröffentlichung: Juni 1982 Autoren: Bill Sharpe, Roger Odell                        |
| 1982 | Invitations                               | — | — | UK24 (7 Wo.)UK | — | Erstveröffentlichung: August 1982 Autoren: Bill Sharpe, Roger Odell                      |
| 1982 | Stranger Invitations                      | — | — | UK43 (3 Wo.)UK | — | Erstveröffentlichung: Oktober 1982 Autoren: Bill Sharpe, Roger Odell                     |
| 1983 | Dark Is the Night Out of This World       | — | — | UK15 (8 Wo.)UK | — | Erstveröffentlichung: Mai 1983 Autoren: Bill Sharpe, Roger Odell                         |
| 1983 | If You Could See Me Now Out of This World | — | — | UK49 (4 Wo.)UK | — | Erstveröffentlichung: August 1983 Autoren: Bill Sharpe, Roger Odell                      |
| 1983 | Out of This World                         | — | — | UK78 (2 Wo.)UK | — | Erstveröffentlichung: September 1983 Autoren: Bill Sharpe, Roger Odell                   |
| 1984 | Down on the Street                        | DE17 (18 Wo.)DE | — | UK9 (11 Wo.)UK | Dance27 (9 Wo.)Dance | Erstveröffentlichung: Juni 1984 Autoren: Bill Sharpe, Roger Odell                        |
| 1984 | Don’t Blame It on Love Down on the Street | — | — | UK55 (4 Wo.)UK | — | Erstveröffentlichung: August 1984 Autoren: Bill Sharpe, Roger Odell                      |
| 1984 | Watching You Down on the Street           | — | — | UK79 (3 Wo.)UK | — | Erstveröffentlichung: Oktober 1984 Autoren: Bill Sharpe, Roger Odell                     |
| 1985 | City Rhythm                               | — | — | UK77 (3 Wo.)UK | — | Erstveröffentlichung: August 1985 Autoren: Bill Sharpe, Roger Odell                      |
| 1985 | Day by Day City Rhythm                    | — | — | UK53 (4 Wo.)UK | — | Erstveröffentlichung: November 1985 mit Al Jarreau Autoren: George Anderson, Jill Saward |
| 1987 | Mr. Manic & Sister Cool Manic & Cool      | DE18 (14 Wo.)DE | — | UK56 (4 Wo.)UK | — | Erstveröffentlichung: September 1987 Autoren: Bill Sharpe, Roger Odell                   |
| 1988 | Time of My Life Manic & Cool              | DE70 (2 Wo.)DE | — | — | — | Erstveröffentlichung: August 1988 Autoren: Bill Sharpe, Roger Odell                      |
| 1989 | Turn the Music Up                         | — | — | UK83 (3 Wo.)UK | — | Erstveröffentlichung: Juli 1989 Autoren: George Anderson, Jill Saward                    |
| 2001 | Down on the Street 2001 –                 | DE89 (1 Wo.)DE | — | — | — | Erstveröffentlichung: Februar 2001 Shakatak vs. Wackside                                 |

Weitere Singles
- 1980: Steppin’
- 1985: Megamix
- 1987: Something Special
- 1988: Dr! Dr!
- 1988: The Coolest Shakatak Cuts (Megamix)
- 1989: Back to the Groove
- 1991: Bitter Sweet
- 1992: Christmas Eve
- 1993: One Day at a Time
- 1994: Brazilian Love Affair
- 1997: Let the Piano Play

## Videoalben
- 1985: Twilight Sensation
- 1986: Into the Blue: Music by Shakatak
- 1987: Down on the Street
- 1988: Da Makani
- 2004: Live at the Playhouse
- 2004: In Concert: Ohne Filter

## Statistik

### Chartauswertung
|                     | DE    | CH    | UK    | R&B     |
| ------------------- | ----- | ----- | ----- | ------- |
| Nummer-eins-Alben   | DE—DE | CH—CH | UK—UK | R&B—R&B |
| Top-10-Alben        | DE—DE | CH—CH | UK1UK | R&B—R&B |
| Alben in den Charts | DE4DE | CH3CH | UK7UK | R&B1R&B |

|                       | DE    | CH    | UK     | Dance       |
| --------------------- | ----- | ----- | ------ | ----------- |
| Nummer-eins-Singles   | DE—DE | CH—CH | UK—UK  | Dance—Dance |
| Top-10-Singles        | DE—DE | CH—CH | UK2UK  | Dance—Dance |
| Singles in den Charts | DE4DE | CH—CH | UK18UK | Dance1Dance |

### Auszeichnungen für Musikverkäufe
Anmerkung: Auszeichnungen in Ländern aus den Charttabellen bzw. Chartboxen sind in ebendiesen zu finden.
| Land/RegionAuszeichnungen für Musikverkäufe (Land/Region, Auszeichnungen, Verkäufe, Quellen) | Silber  | Gold     | Platin | Verkäufe | Quellen   |
| -------------------------------------------------------------------------------------------- | ------- | -------- | ------ | -------- | --------- |
| Vereinigtes Königreich (BPI)                                                                 | Silber1 | 2× Gold2 | —      | 260.000  | bpi.co.uk |
| Insgesamt                                                                                    | Silber1 | 2× Gold2 | —      |          |           |